# Formation de Los Rastros
La formation de Los Rastros (Formación Los Rastros, en espagnol, la formation « des traces » ou « des empreintes » en français) est une formation géologique située dans le centre-ouest de l'Argentine, dans les provinces de La Rioja et de San Juan.

## Datation
Cette formation, qui appartient au groupe d'Agua de la Peña, est datée du Trias supérieur (Carnien), soit il y a environ entre ≃237 et ≃227,3 millions d'années.
Elle surmonte la formation de Chañares et est recouverte par la formation d'Ischigualasto.

## Lithologie et environnement de dépôt
Son épaisseur totale est d'une trentaine de mètres. 
Elle débute par un peu moins de dix mètres de sédiments argileux, laminés, de couleur grise à noire, déposés dans un environnement lacustre assez profond, où les conditions euxiniques de dépôt ont permis la conservation de nombreux fossiles bien préservés. Il s'agit en particulier de fréquents restes d'insectes. Ces insectes sont très variés, ils appartiennent aux groupes des coléoptères, hémiptères, plécoptères, blattoptères, dictyoptères, orthoptères, etc. Ils sont associés à des fossiles de plantes, de poissons d'eau douce et de crustacés du groupe des Laevicaudata.
Ce faciès passe progressivement à un environnement deltaïque avec une sédimentation à dominante silteuse puis de grès, qui renferme encore des plantes mais uniquement sous forme de débris. Cette série globalement régressive inclut des niveaux continentaux comme en témoigne la présence d’empreintes de tétrapodes.

## Paléontologie
- Babuskaya elaterata
- Cardiosyne elegans (Coleoptera)
- Cardiosyne obesa (Coleoptera)
- Rigalites ischigualastensis
- Saaloscytina carmonae
- Miomina riojana
- Condorblatta lutzae
- Lariojablatta chanarensis
- Argentinosyne bonapartei
- Argentinocupes pulcher
- Ischichucasyne cladocosta